# Višnja vas
Višnja vas je naselje v Občini Vojnik.

## Prebivalstvo
Etnična sestava 1991:
- Slovenci: 211 (97,2 %)
- Jugoslovani: 2
- Albanci: 2
- Muslimani: 1
- Neznano: 1